# Aucassin et Nicolette

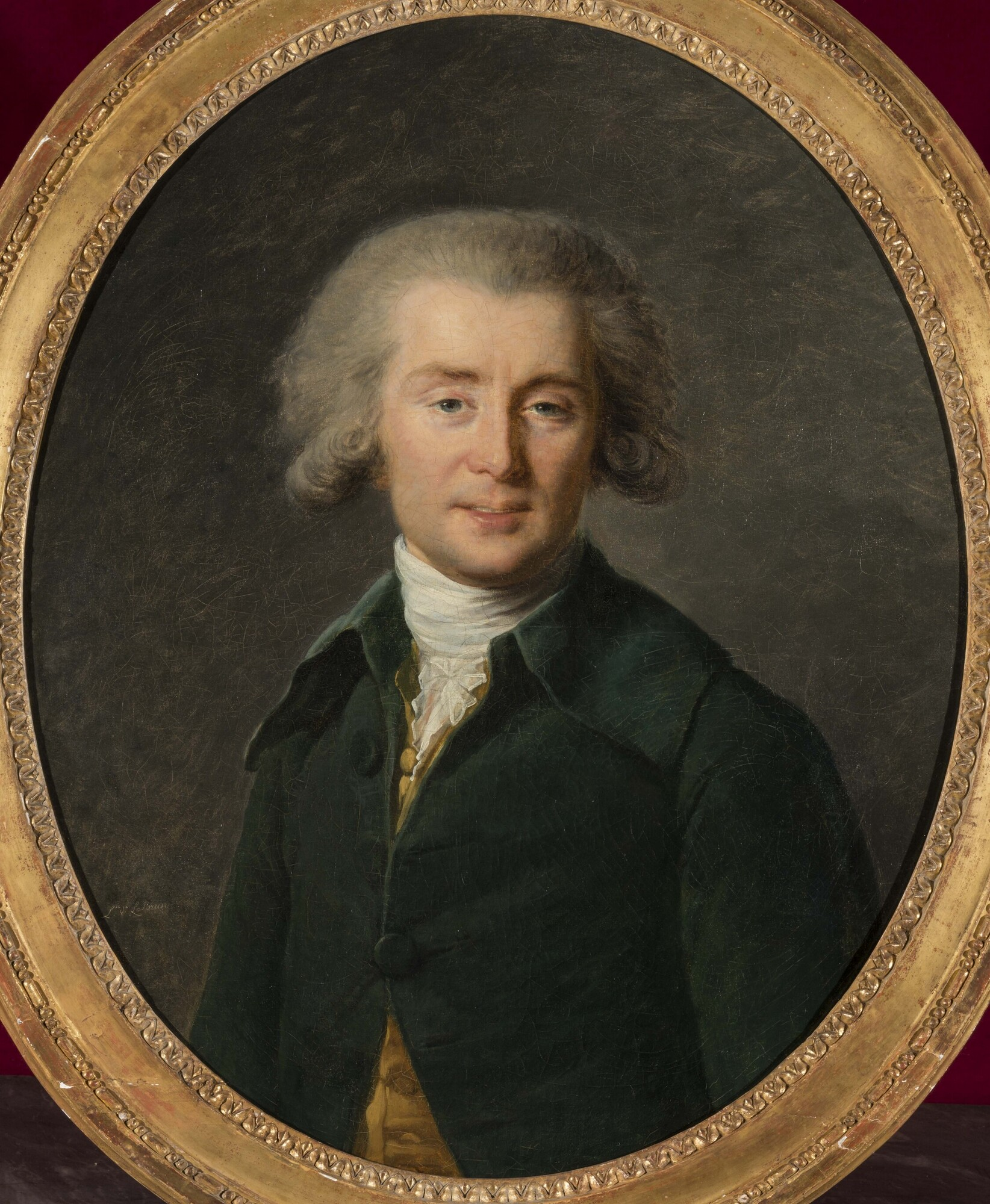
André Grétry

Aucassin et Nicolette, ou Les moeurs du bon vieux tems är en opéra comique med musik av André Grétry. Den är i forma av en comédie mise en musique i fyra akter. Operan hade premiär den 30 december 1779 av Comédie-Italienne på slottet i Versailles och senare på Hôtel de Bourgogne i Paris den 3 januari 1780. Den gavs även i en reviderad version i tre akter 1782.
Librettot skrevs av Michel-Jean Sedaine efter Jean-Baptiste de La Curne de Sainte-Palayes Les amours du bon vieux tems, en moderniserad version av den gamla franska chantefable Aucassin och Nicolette.

## Personer
| Roller                         | Stämma                    | Premiärbesättning den 30 december 1779 (Dirigent: - )  |
| ------------------------------ | ------------------------- | ------------------------------------------------------ |
| Aucassin                       | tenor                     | Jean-Baptiste Guignard, kallad M Clairval              |
| Garins, comte de Beaucaire     | basse-taille (basbaryton) | Philippe-Thomas Ménier                                 |
| Bongars, comte de Valence      | basse-taille              | M Suin                                                 |
| Vicomte de Beaucaire           | tenor                     | Jean-René Lecoupay de la Rosière                       |
| En herde                       | basse-taille              | Pierre-Marie Narbonne                                  |
| Comte de Beaucaire's officials | tenorer                   | Charles-Nicolas-Joseph-Justin Favart M. Dorgeville     |
| Aucassins page                 | talroll                   | Jacques Béron, kallad M d'Orsonville                   |
| Marcou (förste soldat)         | tenor                     | Guillaume-Adrien-Antoine Visentini, kallad M Thomassin |
| Bredau (andre soldat)          | basse-taille              | M. Darville                                            |
| Nicolette                      | sopran                    | Louise-Rosalie Lefebvre, kallad Mme Dugazon            |
| Eudelinde                      | sopran                    | Françoise Carpentier, kallad Mme Gonthier              |

## Handling

### Akt 1
Aucassin och Nicolette är förälskade men Aucassins fader, Count Garins, motsätter sig äktenskapet på grund av att Nicolettes härkomst är dubiös. När hans ärkefiende Count Bongars anfaller slottet ber Garins sin son om hjälp. Aucassin ställer villkoret att han får tillåtelse att se Nicolette igen. Han tar Bogars till fånga men hans fader vägrar fullfölja sin del av avtalet. När Aucassin svarar med att frige Bongars och uppmuntrar honom att fortsätta slåss mot Garins fängslar fadern Aucassin.

### Akt 2
Både Nicolette och Aucassin är fängslade men i var sin cell. Hon lyckas att fly men Aucassin bli kvar. Vakterna Marcou och Bredau känner med henne och gör så hon kan fly till den närbelägna skogen. När Garins misslyckas med att fånga henne nöjer han sig med vetskapen att hon ändå kommer att dö i skogen så han kan lika gärna frige Aucassin. En herde ger Aucassin ett meddelande från Nicolette och han beger sig mot skogen. Bongars anländer för att stifta fred med Garins. Han har upptäckt att Nicolette är hans dotter och han är angelägen att finna henne.

### Akt 3
Nicolette en ensam i skogen när herden kommer med Aucassin. Aucassin vet ännu inte sanningen om Nicolettes rätta härkomst och tror fortfarande att fadern är emot äktenskapet. Han vill hellre dö än överge henne. Garins och hans män omringar kärleksparet. Aucassin svär att han hellre begår självmord än ger sig. Men när alla missförstånd är uppklarade står inget i vägen för bröllopet.